# Sappemeer
Sappemeer (pronunciación en neerlandés: /sɑpəˈmeːr/) es un pueblo en la provincia holandesa de Groningen. Se encuentra en el municipio de Midden-Groningen al este de Hoogezand.
Sappemeer fue un municipio independiente hasta 1949, cuando se fusionó con Hoogezand. La aldea es la sede europea de la compañía japonesa Kikkoman Corporation, que comenzó a operar en 1997 y ahora produce más de 400 millones de litros de salsa de soya al año en el sitio.
La médica y feminista holandesa Aletta Jacobs nació en el pueblo.
La estación de tren de Sappemeer Oost se encuentra en el pueblo.